# Fangen paa Zenda (film fra 1922)
Fangen paa Zenda er en amerikansk stumfilm fra 1922 af Rex Ingram.

## Medvirkende
- Lewis Stone som Rudolf Rassendyll
- Alice Terry som Princess Flavia
- Robert Edeson som Sapt
- Stuart Holmes som Michael
- Ramon Novarro som Rupert
- Barbara La Marr som Antoinette de Mauban
- Malcolm McGregor som Fritz von Tarlenheim